# Chặng đua GP Tây Ban Nha 2021
Chặng đua GP Tây Ban Nha 2021 (tiếng chính thức Formula 1 Aramco Gran Premio de España 2021) là chặng đua thứ tư của Giải đua xe Công thức 1 2021. Chặng đua diễn ra từ ngày 07 đến ngày 09 tháng 05 năm 2021 ở trường đua Barcelona-Catalunya, Tây Ban Nha. Người chiến thắng là tay đua Lewis Hamilton của đội đua Mercedes. 

## Diễn biến chính
Lewis Hamilton là người giành pole, đây cũng là chặng đua đánh đấu lần pole thứ 100 của Hamilton. 
Nhưng ở cuộc đua chính một lần nữa anh để cho Max Verstappen vượt mặt ở pha xuất phát. Sau đó tay đua Mercedes gây bất ngờ cho đối thủ bằng cách sử dụng chiến thuật 2 pit để có lốp mới ở cuối chặng đua. Chiến thuật đã phát huy hiệu quả, Hamilton đã vượt lại Verstappen để giành chiến thắng. Sau khi bị mất vị trí dẫn đầu, Verstappen mới vào pit lần 2 để kiếm điểm fastest-lap.
Sau chặng đua, Hamilton tiếp tục dẫn đầu BXH tổng với 94 điểm.

## Kết quả
| Stt                                                                     | Số xe | Tay đua            | Đội đua                   | Lap | Thời gian   | Xuất phát | Điểm |
| ----------------------------------------------------------------------- | ----- | ------------------ | ------------------------- | --- | ----------- | --------- | ---- |
| 1                                                                       | 44    | Lewis Hamilton     | Mercedes                  | 66  | 1:33:07.680 | 1         | 25   |
| 2                                                                       | 33    | Max Verstappen     | Red Bull Racing-Honda     | 66  | +15.841     | 2         | 19   |
| 3                                                                       | 77    | Valtteri Bottas    | Mercedes                  | 66  | +26.610     | 3         | 15   |
| 4                                                                       | 16    | Charles Leclerc    | Ferrari                   | 66  | +54.616     | 4         | 12   |
| 5                                                                       | 11    | Sergio Pérez       | Red Bull Racing-Honda     | 66  | +1:03.671   | 8         | 10   |
| 6                                                                       | 3     | Daniel Ricciardo   | McLaren-Mercedes          | 66  | +1:13.768   | 7         | 8    |
| 7                                                                       | 55    | Carlos Sainz Jr.   | Ferrari                   | 66  | +1:14.670   | 6         | 6    |
| 8                                                                       | 4     | Lando Norris       | McLaren-Mercedes          | 65  | +1 lap      | 9         | 4    |
| 9                                                                       | 31    | Esteban Ocon       | Alpine-Renault            | 65  | +1 lap      | 5         | 2    |
| 10                                                                      | 10    | Pierre Gasly       | AlphaTauri-Honda          | 65  | +1 lap      | 12        | 1    |
| 11                                                                      | 18    | Lance Stroll       | Aston Martin-Mercedes     | 65  | +1 lap      | 11        |      |
| 12                                                                      | 7     | Kimi Räikkönen     | Alfa Romeo Racing-Ferrari | 65  | +1 lap      | 17        |      |
| 13                                                                      | 5     | Sebastian Vettel   | Aston Martin-Mercedes     | 65  | +1 lap      | 13        |      |
| 14                                                                      | 63    | George Russell     | Williams-Mercedes         | 65  | +1 lap      | 15        |      |
| 15                                                                      | 99    | Antonio Giovinazzi | Alfa Romeo Racing-Ferrari | 65  | +1 lap      | 14        |      |
| 16                                                                      | 6     | Nicholas Latifi    | Williams-Mercedes         | 65  | +1 lap      | 19        |      |
| 17                                                                      | 14    | Fernando Alonso    | Alpine-Renault            | 65  | +1 lap      | 10        |      |
| 18                                                                      | 47    | Mick Schumacher    | Haas-Ferrari              | 64  | +2 laps     | 18        |      |
| 19                                                                      | 9     | Nikita Mazepin     | Haas-Ferrari              | 64  | +2 laps     | 20        |      |
| Ret                                                                     | 22    | Yuki Tsunoda       | AlphaTauri-Honda          | 6   | Điện tử     | 16        |      |
| Fastest lap: Max Verstappen (Red Bull Racing-Honda) – 1:18.149 (lap 62) |       |                    |                           |     |             |           |      |

Nguồn: Trang chủ Formula1

## Bảng xếp hạng sau chặng đua
(Chỉ liệt kê top 5 tay đua, đội đua)
|        | Stt | Tay đua         | Điểm |
| ------ | --- | --------------- | ---- |
|        | 1   | Lewis Hamilton  | 94   |
|        | 2   | Max Verstappen  | 80   |
| 1      | 3   | Valtteri Bottas | 47   |
| 1      | 4   | Lando Norris    | 41   |
|        | 5   | Charles Leclerc | 40   |
| Nguồn: |     |                 |      |

|        | Stt | Đội đua               | Điểm |
| ------ | --- | --------------------- | ---- |
|        | 1   | Mercedes              | 141  |
|        | 2   | Red Bull Racing-Honda | 112  |
|        | 3   | McLaren-Mercedes      | 65   |
|        | 4   | Ferrari               | 60   |
|        | 5   | Alpine-Renault        | 15   |
| Nguồn: |     |                       |      |